# Spitamenes
Spitamenes (IV wiek p.n.e.) – satrapa perski. Przywódca plemion baktryjskich. Następca Bessosa, walczył przeciwko wojskom Aleksandra Wielkiego. Prowadzona przez niego wojna partyzancka ze wsparciem Scytów powodowała dotkliwe straty Macedończykom, co nie powstrzymało jednak Aleksandra do posuwania się w głąb Baktrii, zmuszając Spitamenesa do szukania wsparcia u Massagetów. Po jednej z przegranych bitew z Macedończykami Massageci zamordowali Spitamenesa i wysłali Aleksandrowi jego głowę z prośba o zawarcie pokoju. Inna wersja mówi, że Spitamenes został zamordowany przez własną żonę. Według Kwintusa Kurcjusza Rufusa miało to nastąpić w następujących okolicznościach:

Jak tylko żona [Spitamenesa] zorientowała się, że [po uczcie] zmorzył go głęboki i silny sen, dobyła miecza, który miała ukryty w fałdach sukni, odcięła mu głowę, i obryzgana krwią oddała ją niewolnikowi wtajemniczonemu w jej zbrodnicze zamiary

 Córką Spitamenesa była żona Seleukosa I Apame.